# Wendischbaselitz

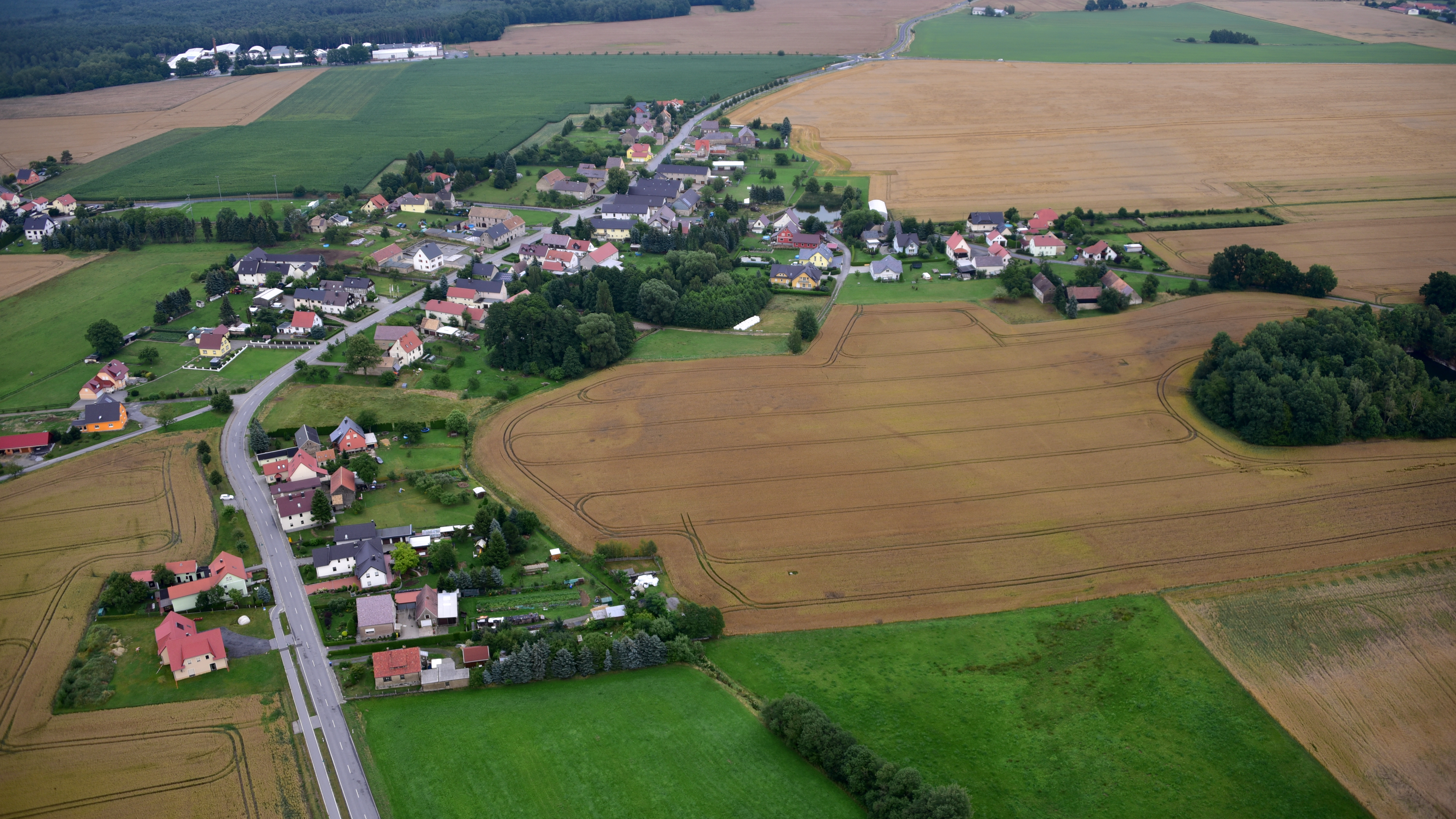
Wendischbaselitz, Luftaufnahme (2017)

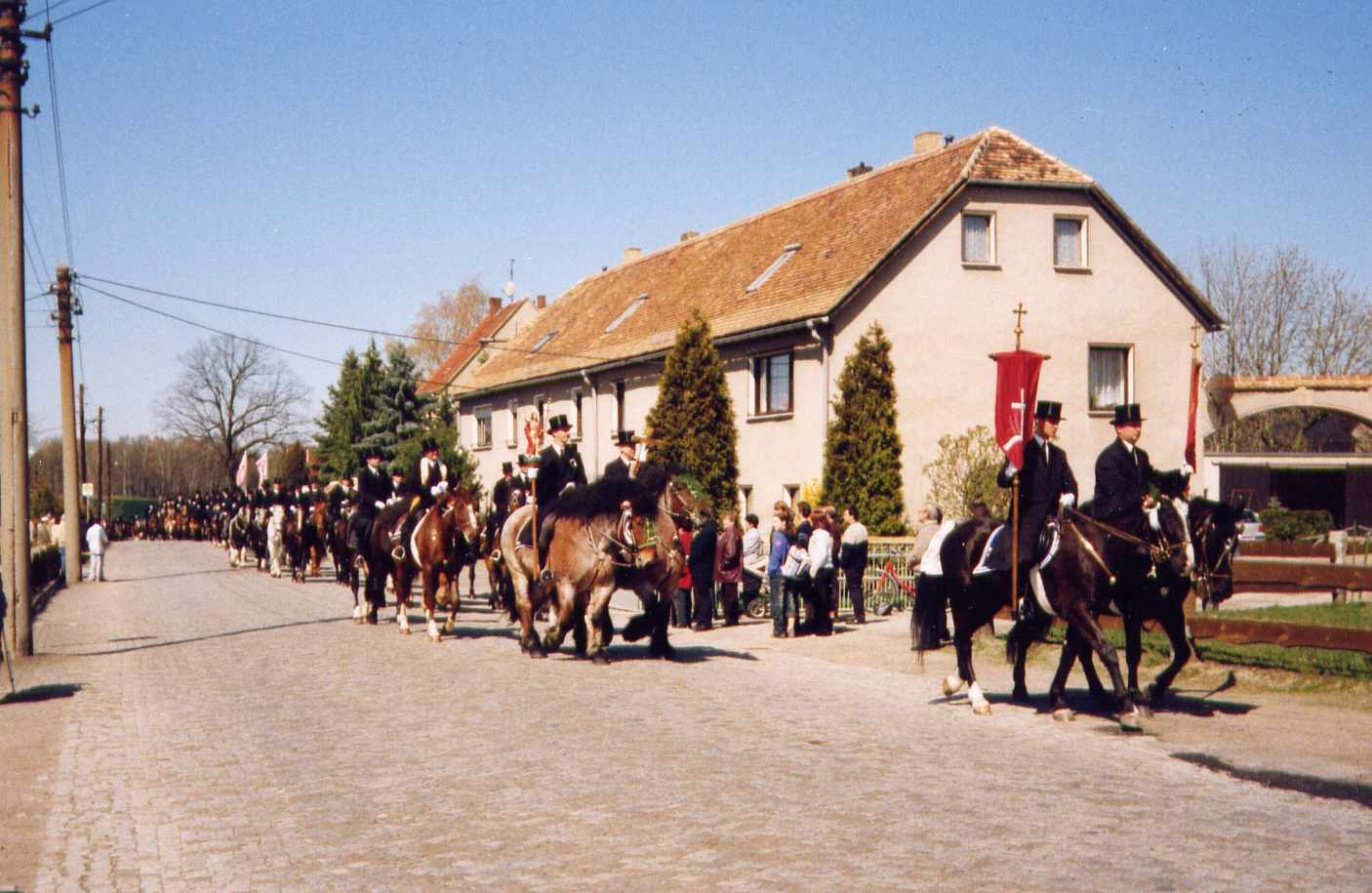
Osterreiterprozession in Wendischbaselitz

Wendischbaselitz, obersorbisch Serbske Pazlicyⓘ, ist ein Ort im Zentrum des Landkreises Bautzen in Ostsachsen und gehört seit 1974 zur Gemeinde Nebelschütz. Der Ort liegt in der Oberlausitz und zählt zum Kernsiedlungsgebiet der Sorben. Die Mehrheit der Einwohner spricht Sorbisch als Muttersprache.

## Geografie
Wendischbaselitz ist ein Straßendorf an der Straße von Nebelschütz nach Crostwitz, etwa sechs Kilometer östlich der Großen Kreisstadt Kamenz. Zum Dorf gehört der Ausbau Josefshäusel am nördlichen Ortsrand. 
Die nähere Umgebung ist sanft hügelig und wird landwirtschaftlich genutzt. Nur in nördlicher Richtung erstrecken sich ausgedehnte Wälder in Richtung Piskowitz und Rosenthal, darunter der Lugewald. Die Nachbarorte sind Piskowitz im Norden, Schmeckwitz und Dürrwicknitz im Südosten sowie Nebelschütz im Westen.

## Geschichte
Der Ort wurde erstmals um 1375 im Zinsregister des Klosters St. Marienstern als Pazelicz Slavicum erwähnt. Der Zusatz slavicum (slawisch/wendisch) diente der Unterscheidung vom weiter nördlich gelegenen Deutschbaselitz.
Vom 16. Jahrhundert an war Wendischbaselitz grundherrschaftlich zwischen dem Rittergut Räckelwitz und dem Kloster Marienstern aufgeteilt. Der Ort ist von alters römisch-katholisch nach Nebelschütz gepfarrt.
Am 1. November 1937 wurde der Ort im Rahmen der nationalsozialistischen Germanisierung sorbischstämmiger Ortsnamen in „Kleinbaselitz“ umbenannt, um das Ethnonym „Wendisch“ zu umgehen. Im Januar 1948 erhielt er seinen ursprünglichen Namen zurück. Die Strategie der Nationalsozialisten war es, die Existenz eines sorbischen Volkes möglichst zu negieren. Bis zum 1. Januar 1974 war Wendischbaselitz eine eigenständige Landgemeinde, dann wurde es nach Nebelschütz eingemeindet.

## Bevölkerung
Im Jahre 1925 hatte Wendischbaselitz 244 Einwohner, davon waren 229 katholischen Glaubens (94 %).
Für seine Statistik über die sorbische Bevölkerung in der Oberlausitz hatte Arnošt Muka in den achtziger Jahren des 19. Jahrhunderts eine Bevölkerungszahl von 179 Einwohnern ermittelt; darunter waren 174 Sorben (97 %) und fünf Deutsche. Ernst Tschernik zählte 1956 einen sorbischsprachigen Bevölkerungsanteil von 88,6 %.
Die Bevölkerungszahl ist – untypisch für die Oberlausitz – in den letzten 50 Jahren um etwa ein Fünftel gestiegen. Heute ist der Ort nach Nebelschütz selbst der zweitgrößte Gemeindeteil nach Einwohnerzahl.

## Kultur und Sehenswürdigkeiten
Wendischbaselitz liegt an der traditionellen Route der Nebelschützer Osterreiterprozession nach Ostro. Zudem verläuft der Krabat-Radweg durch den Ort.

## Persönlichkeiten
- Jurij Grós (1931–2019) – Politiker (SED, PDS, Die Linke), Vorsitzender der Domowina